# 설성로
설성로는 경기도 이천시 설성면과 충청북도 음성군 음성읍을 잇는 도로이다. 도로명은 설성면에서 유래했다.